# ミュンヘン東駅

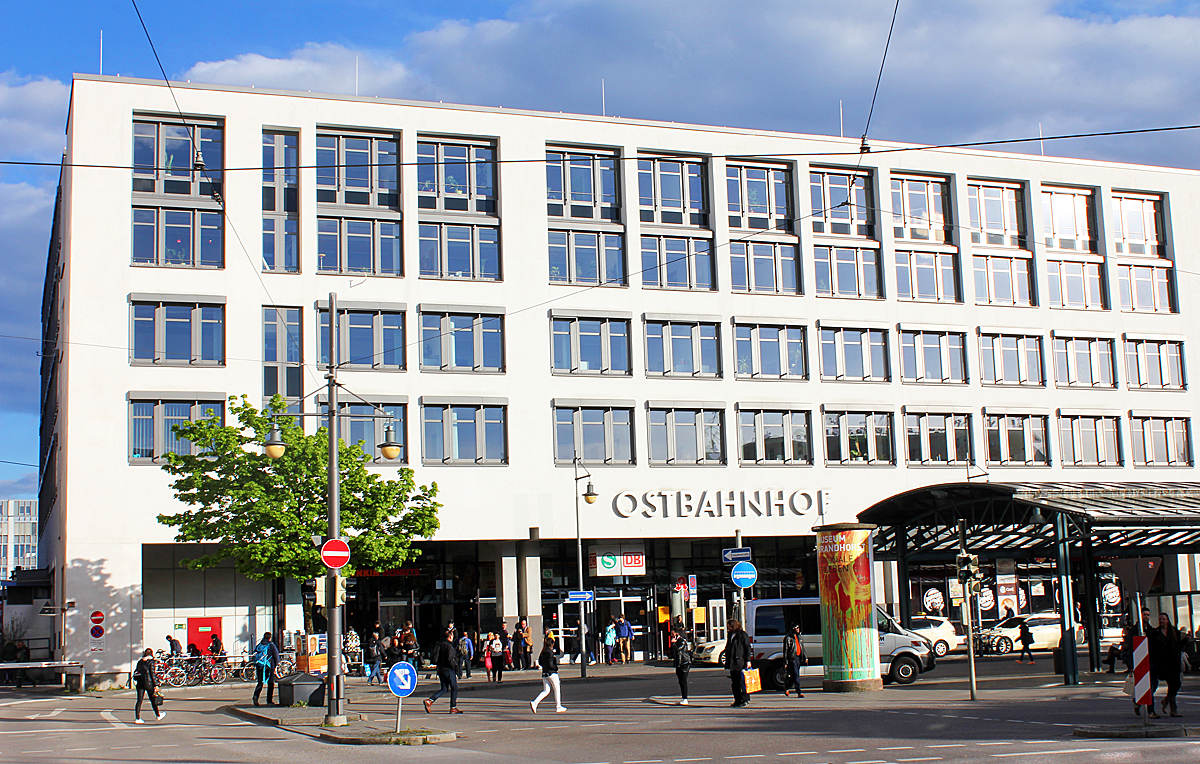
ミュンヘン東駅

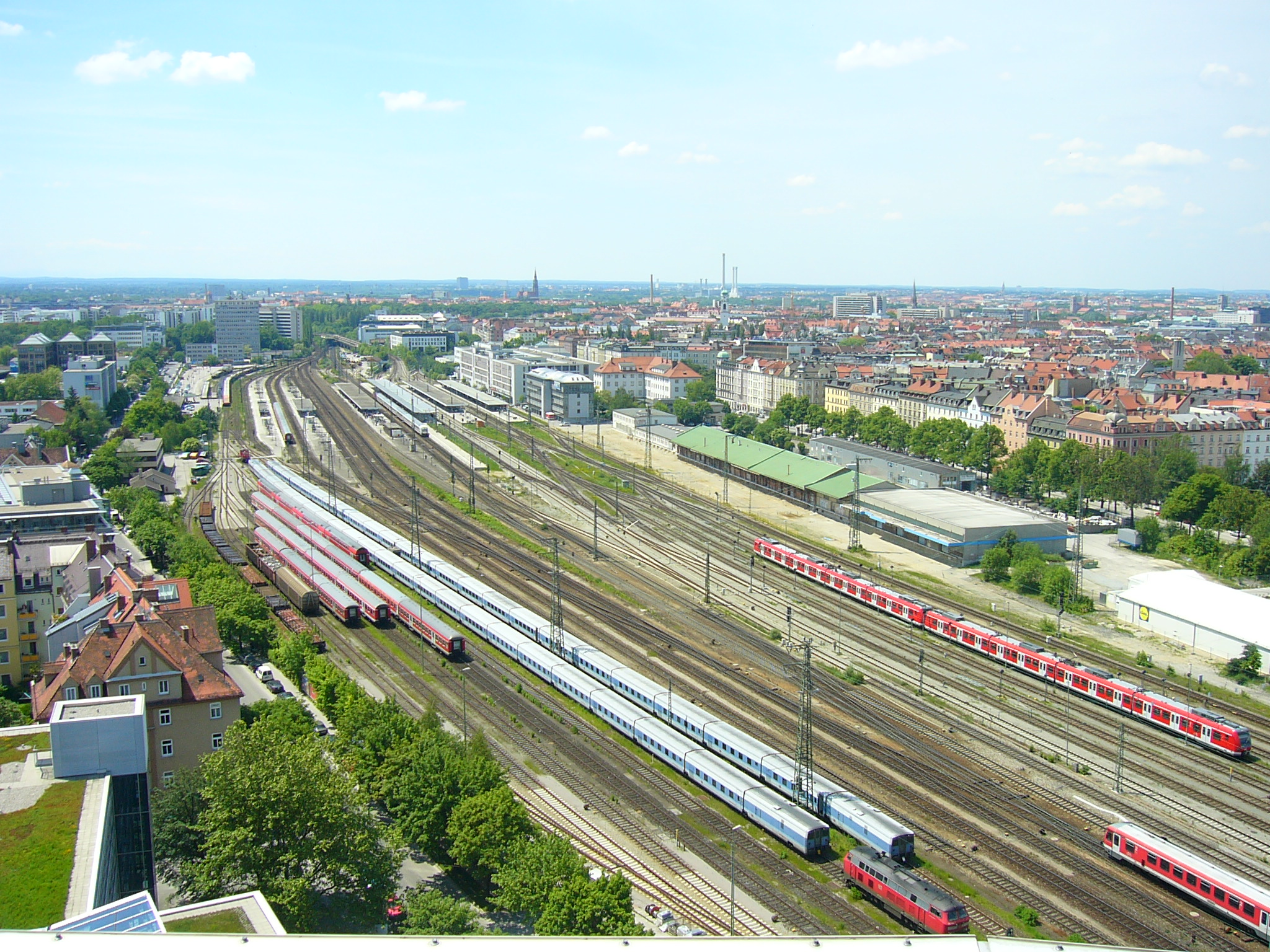
ミュンヘン東駅俯瞰

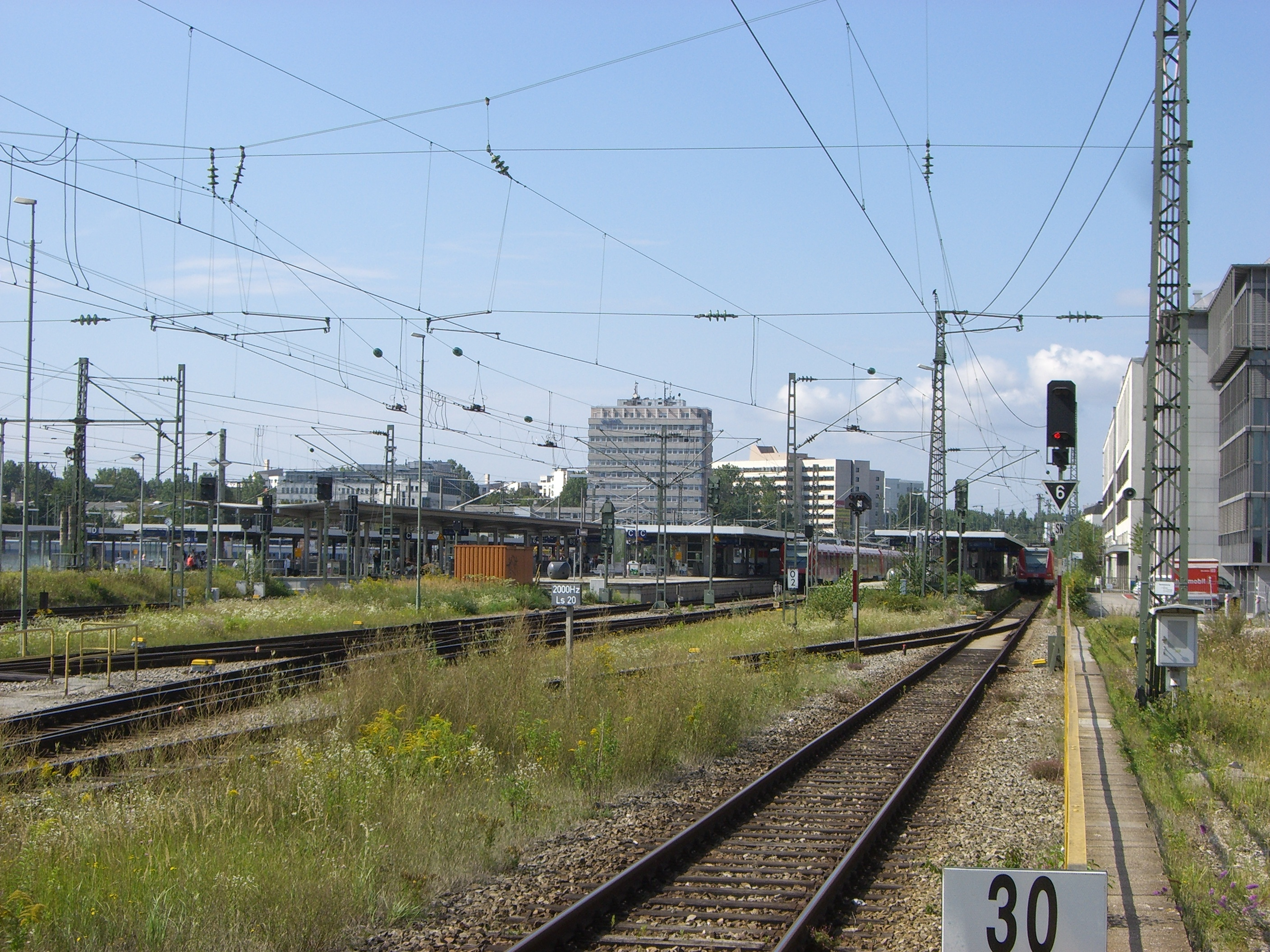
ミュンヘン東駅構内

ミュンヘン東駅 (ミュンヘンひがしえき、de:München Ost) はドイツバイエルン州の州都ミュンヘンにある鉄道駅である。ミュンヘン東駅は1871年にノイオッティング・ミュールドルフとローゼンハイムを結ぶ鉄道の駅として開業した。当初はハイドハウゼン駅と言う名称で建設され開業している。

## 歴史
- 1871年5月1日にノイオッティング方面の鉄道駅として開業。
- 1871年10月15日、ローゼンハイム方面が開業。
- 1876年10月15日、München Ostに駅名改称。
- 1927年、電化完成。
- 1944年4月、空襲により被災する。
- 1972年、ミュンヘンSバーン開業によりネットワークに組み込まれる。
- 1988年、ミュンヘン地下鉄延伸により地下鉄駅が開業。
- 1999年、駅舎の改修工事が行われる。

## 路線
ミュンヘン東駅は17番線で構成され、1 - 5番線がSバーン、6 - 8番線と11 - 14番線は地域列車や地域間列車が、9,10番線、15番線は通過線として使用されている。16,17番線はカートレイン用のホームとして使われている。
主要な長距離路線として、インターシティやユーロシティ、ICE、レイルジェットのインスブルックやザルツブルク、ウィーンなどのオーストリア方面やイタリア、南東ヨーロッパ方面の列車が運行されている。ベルリンやハンブルク方面へのCNLも発着している。キームガウ地方やバイエルン東部方面への地域列車も多く発着する。

### Sバーン
ミュンヘンSバーンの利便性向上の為のプロジェクトTakt 10によってミュンヘン東駅のSバーンも一新されている。都心部を貫く地下トンネルの終端に位置しているため、S20、S27、A-Lineを除く系統は当駅を経由する。S1とS7の系統は4番線、5番線を終起点としている。

### 地下鉄
1988年よりU5系統が当駅に乗り入れている。
座標: 北緯48度07分37秒 東経11度36分17秒 / 北緯48.12694度 東経11.60472度